# Collaterale (architettura)

Localizzazione sulla pianta di una chiesa

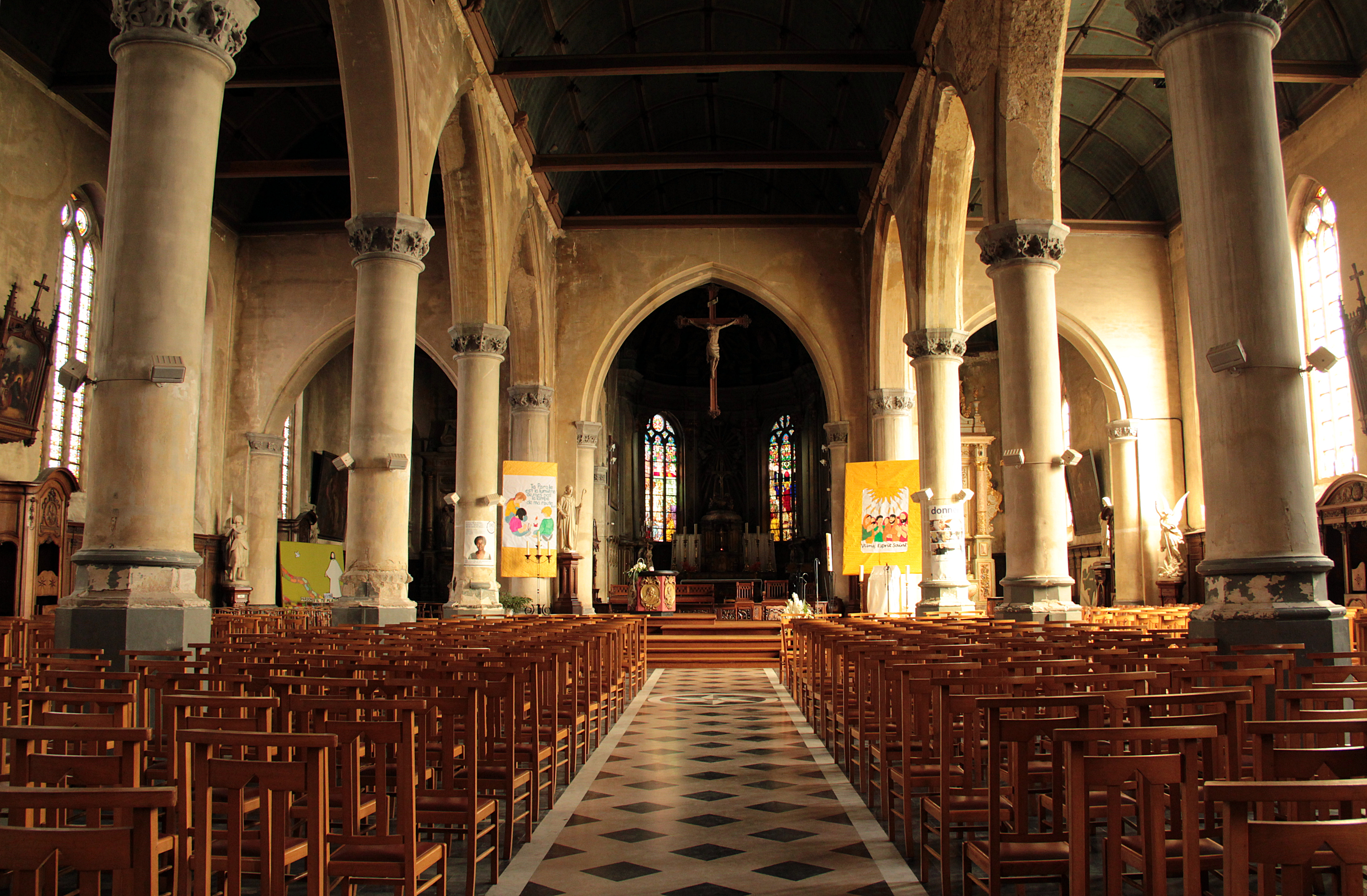
Navata centrale e collaterali della chiesa di San Martino (XVII secolo) a Wormhout

Collaterale, dal latino medievale collateralis, è, nel linguaggio dell'architettura e specificatamente nell'ambito dell'architettura cristiana, lo spazio di una basilica o di un edificio a pianta basilicale, che corre parallelo alla navata centrale. Possono esistere più collaterali: li si conta allora a partire dalla navata centrale. È sinonimo di navata laterale.

## Struttura
Generalmente meno elevati della navata centrale, i collaterali possono tuttavia avere due piani: la parte inferiore, al livello della navata centrale e la galleria alta o tribuna.
Il ruolo dei collaterali è quello di fornire uno spazio supplementare all'edificio, limitato in larghezza dalla luce delle volte, e di sostenere la spinta di queste ultime. Le volte dei collaterali (a botte, d'ogiva, ecc.) hanno costituito uno dei sistemi d'identificazione degli stili locali dell'architettura romanica, ma i suoi principi, troppo imprecisi, sono stati abbandonati. Nel Poitou i collaterali delle numerose chiese romaniche hanno la stessa altezza della navata centrale.
Sul piano strutturale i collaterali sono ritmati dai contrafforti che, all'esterno, riprendono la spinta degli archi che sostengono la navata e, all'interno, dai pilastri che sostengono la navata.
I collaterali sono generalmente simmetrici rispetto alla navata centrale, ma secondo i vincoli locali, o l'evoluzione della costruzione, può esservi un solo collaterale da un lato.
Nella maggior parte delle chiese, la parte esterna di un collaterale è occupata da cappelle. Non si può definire collaterale una sequenza di cappelle lungo l'asse della chiesa, che non comunichino fra di loro: il collaterale è una vera e propria navata.
Un collaterale frazionato è costituito da una sequenza di navate allineate e comunicanti, ma che non formano insieme una navata unica.

## Deambulatorio
Il deambulatorio è un caso particolare di "collaterale circolare", che non presenta parti diritte, ma che ha lo stesso ruolo, strutturalmente parlando, di un collaterale.